# Nocebo (2014)
Nocebo ist ein deutscher fiktionaler Kurzfilm von Lennart Ruff von 2014 aus der Sicht eines jungen Mann mit paranoider Schizophrenie, der während der klinischen Studie die tödliche Nebenwirkung eines neuen Psychopharmakons miterlebt, dem aber nicht geglaubt wird.
Der Titel spielt auf den Nocebo-Effekt an, d. h. das Auftreten von Nebenwirkungen ohne tatsächliche Medikamenteneinwirkung oder Placebogabe. 

## Handlung
Der 22-jährige Protagonist, Christian Lukas, leidet an paranoider Schizophrenie. Er nimmt an einer klinischen Studie eines neuen Psychopharmakons teil und verliebt sich in eine andere Teilnehmerin namens Anna. Sie entdecken den Tod eines Mitteilnehmers. Die zuständigen Ärzte vertuschen den Vorfall, anstatt ihn aufzuklären. Als auch Anna beginnt, Anzeichen der tödlichen Nebenwirkungen zu zeigen, bricht Christian aus dem Testcenter aus, um Hilfe zu holen. Doch weder Polizei noch Ärzte glauben wegen seiner Diagnose an seine Geschichte. Einzig seine Schwester Alice steht ihm bei, obwohl auch sie erhebliche Zweifel hat, bis plötzlich tatsächlich unbekannte Verfolger auftauchen.
Die wahre Geschichte von Christians Flucht bleibt unklar, denn es ist schwer, zwischen Psychose und Realität zu unterscheiden, und letztlich ist nicht einmal sicher, ob Anna überhaupt existiert.

## Hintergrund
Nocebo ist der Abschlussfilm an der Hochschule für Fernsehen und Film München des Regisseurs Lennart Ruff, der Produktionsstudenten Severin Höhne und Tobias M. Huber sowie des Kameramanns Jan Marcello Kahl an der Filmakademie Ludwigsburg. Neben der HFF München waren der Bayerische Rundfunk sowie Arte Koproduzenten. Die Nachwuchsförderung des FilmFernsehFonds Bayern und der Bernd Burgemeister Fonds förderten das Projekt unter anderem. Gedreht wurde mit der Arri Alexa-Kamera.

## Rezeption
Der Film gewann bei den 41. Student Academy Awards („Studenten-Oscar“) 2014 in der Kategorie ausländischer Film.
Mediasteak schrieb „Nocebo versetzt uns gekonnt in die Perspektive des Protagonisten als auch der Menschen, die entscheiden müssen, wie sie mit den Aussagen eines Schizophrenen umgehen. Dadurch ergibt sich ein Einblick in die Schwierigkeiten, die sich für an Schizophrenie Leidende und ihre Angehörigen ergeben.“